# Pendik (district)
Pour les articles homonymes, voir Pendik.

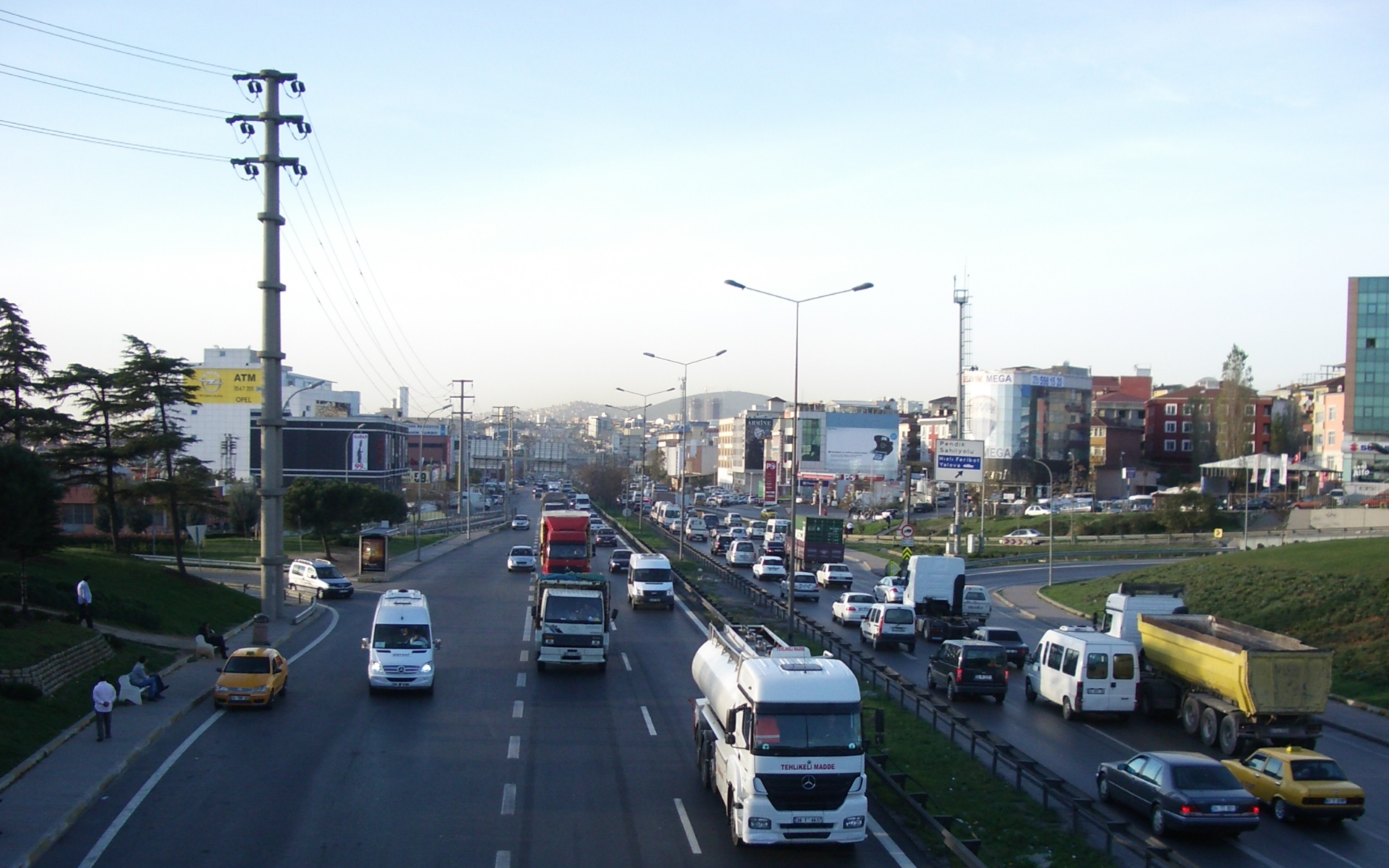
E 5, Pendik.

Pendik est l'un des 39 districts de la ville d'Istanbul, en Turquie.

## Quartiers
Le district de Pendik est divisé en quartiers :
- Ahmet Yesevi
- Bahçelievler
- Batı
- Çamçeşme
- Çamlık
- Çınardere
- Doğu
- Dumlupınar
- Ertuğrulgazi
- Esenler
- Esenyalı
- Fatih
- Fevzi Çakmak
- Güllübağlar
- Güzelyalı
- Harmandere
- Kavakpınar
- Kaynarca
- Kurtköy
- Orhangazi
- Orta
- Ramazanoğlu
- Sanayi
- Sapanbağları
- Sülüntepe
- Şeyhli
- Velibaba
- Yayalar
- Yenimahalle
- Yenişehir
- Yeşilbağlar